# Бугруватська сільська рада
Бугрува́тська сільська́ ра́да — колишній орган місцевого самоврядування в Охтирському районі Сумської області. Адміністративний центр — село Бугрувате.

## Загальні відомості
- Населення ради: 975 осіб (станом на 2001 рік)

## Населені пункти
Сільській раді були підпорядковані населені пункти:
- с. Бугрувате
- с. Восьме Березня

## Склад ради
Рада складалася з 16 депутатів та голови.
- Голова ради: Таран Юлія Миколаївна
- Секретар ради: Деркач Тамара Іванівна

### Керівний склад попередніх скликань
| Прізвище, ім'я, по батькові | Основні відомості                                                                     | Дата обрання | Дата звільнення |
| --------------------------- | ------------------------------------------------------------------------------------- | ------------ | --------------- |
| Таран Юлія Миколаївна       | Сільський голова, 1966 року народження, освіта вища, член Української Народної Партії | 26.03.2006   | 31.10.2010      |
| Таран Юлія Миколаївна       | Сільський голова, 1966 року народження, освіта вища, позапартійна                     | 31.10.2010   |                 |

Примітка: таблиця складена за даними сайту Верховної Ради України